# Janowiec, Warmińsko-Mazurskie
Janowiec [jaˈnɔvjɛt͡s] (tiếng Đức: Johannisruhe) là một ngôi làng thuộc khu hành chính của Gmina Bisztynek, thuộc qhạt Bartoszycki,  Warmińsko-Mazurskie, ở miền bắc Ba Lan.
Trước năm 1772, khu vực này là một phần của Vương quốc Ba Lan, 1772-1945 Phổ và Đức (Đông Phổ).